# Michael Owen
Michael James Owen, angleški nogometaš, * 14. december 1979, Chester, Anglija, Združeno kraljestvo.
Owen je nekdanji nogometni napadalec, dolgoletni član Liverpoola, igral je tudi za Real Madrid, Newcastle United, Manchester United in Stoke City ter bil član angleške reprezentance.